# Дуброва (Поречьевское сельское поселение)
Дуброва — деревня Бежецкого района Тверской области России, входит в состав Поречьевского сельского поселения.

## География
Деревня расположена в 9 км на юго-восток от центра поселения села Поречье и в 26 км на северо-запад от райцентра Бежецка.

## История
В конце XIX — начале XX века село входило в состав Чижовской волости Бежецкого уезда Тверской губернии. В 1887 году в деревне было 144 двора.
С 1929 года деревня являлась центром Дубровского сельсовета Бежецкого района Бежецкого округа Московской области, с 1935 года — в составе Калининской области, с 1954 года — в составе Чижовского сельсовета, с 2005 года — в составе Поречьевского сельского поселения.

## Население
| 1859 | 1887 | 1897 | 2008 | 2010 |
| ---- | ---- | ---- | ---- | ---- |
| 531  | ↗675 | ↗738 | ↘14  | ↘12  |